# Classe Cressy
La classe Cressy era una classe di sei incrociatori corazzati costruiti per la Royal Navy britannica tra il 1899 ed il 1904.

## Progetto
Le unità erano l'HMS Cressy, Aboukir, Bacchante, Euryalus, Hogue, Sutlej, sono stati il primo segno del rientro della categoria dell'incrociatore corazzato nella flotta britannica. Essi erano stati provvisoriamente sostituiti dai meno corazzati ma più veloci incrociatori protetti, privi di cintura corazzata per riuscire a contenere i pesi, e quindi il pescaggio e la velocità massima. Essi sono stati realizzati come modifica dei tipi Diadem protetti, con un leggero aumento delle dimensioni.
Con la nuova corazzatura Krupp, che a parità di protezione un peso molto inferiore, il che consentì di ottenere l'installazione di una corazzatura sullo scafo che, anche se era rastremata alle estremità, era sufficiente contro i cannoni da 152 mm avversari alle medie distanze. Essa si estendeva per la maggior parte della nave, con l'inizio a 36,6m da prua fino a 27 m da poppa, lasciando per il resto solo una piastra di 51mm che non mancò di attirare notevoli critiche al progetto. La corazza aggiuntiva, anche così pesava circa 1.200 tonnellate.
Il ponte protetto era anch'esso di spessore differente a seconda della zona della nave da proteggere, ma in generale garantiva una buona protezione ai depositi munizioni e alle caldaie, anche se era meno spesso che sui Diadem, in quanto era ritenuto meno importante per la protezione della nave ora che vi era la cintura corazzata.
Le caldaie erano 4 servite da altrettanti lunghi fumaioli al centro nave, che davano a queste navi un aspetto ‘vittoriano’, molto imponente. Grandi maniche d'aria per la ventilazione dei locali interni erano pure presenti in ragione di 4 per fianco, ma esse erano comunque di profilo ridotto rispetto ai tipi normali per ridurre i danni in caso di combattimenti.
L'armamento principale era di 2 cannoni da 233 mm in torri singole, uno a prua e uno a poppa, come sugli incrociatori corazzati Powerful. Essi erano potenti a sufficienza (proiettili da 160 kg sparati a cadenza di 2 colpi al minuto ed una gittata di 13 km, limitata solo dall'alzo di appena 13 gradi) per minacciare anche la protezione delle corazzate di linea. Tuttavia essi non erano sufficienti per assicurare un volume di fuoco intenso e accurato ad ogni distanza di tiro utile, errore che sarebbe stato commesso quantomeno fino alle corazzate italiane classe Vittorio Emanuele o Regina Elena. Con 2 cannoni da 305mm.
L'armamento secondario era costituito da 12 cannoni da 152mm che consentivano di sparare contro bersagli di piccola e media taglia, o le sovrastrutture delle navi maggiori. Tuttavia essi erano sistemati in casematte laterali, non esattamente l'ideale per un impiego in condizioni di mare grosso. Quattro di essi erano in casematte nella parte centrale dello scafo, ma gli altri otto erano su casematte sovrapposte ai lati delle fiancate, e i cannoni inferiori si ritrovavano totalmente allagati in caso di mare grosso, per cui essi non erano un armamento valido, alti poco oltre il livello del mare com'erano, e avevano anche un campo visivo ridotto nonostante le ampie possibilità di brandeggio.
La struttura generale delle navi era caratterizzata da una bassa plancia, un alto bordo libero ancorché con il castello prodiero piuttosto corto, e da 2 alberi tubolari molto alti e snelli, con coffe di tiro e osservazione sia dietro la plancia che dietro i fumaioli, cosa che inficiava il rendimento di quello poppiero.

## Navi
| Nome          | Costruttori          | Motori            | Data di          | Data di          | Data di          | Destino                        |
| Nome          | Costruttori          | Motori            | Impostazione     | Varo             | Completamento    | Destino                        |
| ------------- | -------------------- | ----------------- | ---------------- | ---------------- | ---------------- | ------------------------------ |
| HMS Cressy    | Fairfield, Govan     | Fairfield         | 12 ottobre 1898  | 4 dicembre 1899  | 28 maggio 1901   | Affondata il 22 settembre 1914 |
| HMS Sutlej    | J Brown Clydebank    | Clydebank Company | 15 agosto 1898   | 18 novembre 1899 | 6 maggio 1902    | Demolita dal 9 maggio 1921     |
| HMS Aboukir   | Fairfield, Govan     | Fairfield         | 9 novembre 1898  | 16 maggio 1900   | 3 aprile 1902    | Affondata il 22 settembre 1914 |
| HMS Hogue     | Vickers, Barrow      | Vickers           | 14 luglio 1898   | 13 agosto 1900   | 19 novembre 1902 | Affondata il 22 settembre 1914 |
| HMS Bacchante | John Brown Clydebank | John Brown        | 15 febbraio 1899 | 21 febbraio 1901 | 25 novembre 1902 | Demolita dal 1º luglio 1920    |
| HMS Euryalus  | Vickers, Barrow      | Vickers           | 18 luglio 1899   | 20 maggio 1901   | 5 gennaio 1904   | Demolita dal 1º luglio 1920    |

## Servizio
Le navi della classe Cressy hanno avuto un servizio bellico ridotto, perché non solo per il 1914 gli incrociatori corazzati erano in genere declassati dall'apparizione delle corazzate e incrociatori da battaglia, ma anche perché essi erano assai vecchi e troppo lenti.
Cinque di queste navi vennero assegnate alla 7ª Squadra, dipendente dal Gruppo operativo di Nore, con il compito di dare supporto al gruppo navale di Harwich, e sorvegliando gli accessi settentrionali nella Manica.
Il loro tragico primato è stato quello di perdere 3 navi, metà della classe, nel volgere di 90 minuti in quella che è stata definita azione del 22 settembre 1914: 3 di questi incrociatori non scortati, Aboukir, Cressy e Hougue, stavano pattugliando un tratto di mare stretto, davanti alle coste olandesi, e limitato da un campo minato al largo. Ad un certo punto, alle 6,30, l'Aboukir, che al pari delle altre navi procedeva lentamente e senza zig-zagare, venne scosso da un'esplosione. Le altre navi si fermarono per dare assistenza, credendo che si trattasse di una mina uscita dagli ormeggi.
Invece, si ritrovarono una dietro l'altra silurate dal sottomarino U-9 della Kaiserliche Marine al comando di Weddigen, che era in agguato. I sommergibili dell'epoca non erano, quando sommersi, nulla di più di mine intelligenti appostate sul fondo, tanto i loro sensori e armi erano limitati, come anche la loro velocità e autonomia. Il pericolo dei sottomarini era già noto ma venne ignorato. Per la Royal Navy le perdite vere furono non tanto le navi, obsolete e da rottamare al primo serio problema, ma quelle umane, di 60 ufficiali e 1400 uomini di equipaggio, e il segretario all'Ammiragliato ritenne un errore di giudizio la permanenza delle due unità rimaste ferme per soccorrere l'equipaggio dell'Aboukir, facile bersaglio dei siluri tedeschi. La corazza della cintura non era evidentemente rivolta alla protezione dai siluri ma solo da colpi di cannone e la compartimentazione subacquea, come normale per vecchie navi come quelle, non era concepita in modo così fitto da ovviare allo squarcio di vari metri quadrati prodotto da un siluro. Così anche colpi singoli le affondarono senza scampo e le 1200 tonnellate di corazzatura aggiuntiva di alta qualità servirono solo da zavorra.
Questa fu una delle prime azioni belliche portate a compimento da sommergibili.